# Mamolar
Mamolar oder Mamolar de la Sierra ist ein Ort und eine zur bevölkerungsarmen Serranía Celtibérica gehörende Gemeinde (municipio) mit nur noch 28 Einwohnern (Stand: 2024) in der Provinz Burgos in der spanischen Region Kastilien-León. Im Ort treffen zwei historische Fernhandels- bzw. Pilgerwege aufeinander: die Ruta de la Lana und der Camino de Santiago de Sagunto; ein dritter Weg, der Camino del Cid ist dagegen eine touristische Neuschöpfung.

## Lage und Klima
Der Ort Mamolar liegt in einer waldreichen Umgebung in einer Höhe von etwa 1085 m etwa 70 km (Fahrtstrecke) südöstlich von Burgos. Sehenswert ist auch die etwa 28 km nordwestlich gelegene Kleinstadt Covarrubias; das Kloster Santo Domingo de Silos befindet sich etwa 11 km nordwestlich. Das Klima im Winter ist kühl, im Sommer dagegen trotz der Höhenlage gemäßigt bis warm; Niederschläge (ca. 540 mm/Jahr) fallen überwiegend im Winterhalbjahr.

## Bevölkerungsentwicklung
| Jahr      | 1857 | 1900 | 1950 | 2000 | 2018 |
| Einwohner | 301  | 346  | 329  | 72   | 28   |

Der seit der Mitte des 20. Jahrhunderts festzustellende deutliche Bevölkerungsrückgang ist im Wesentlichen auf die Mechanisierung der Landwirtschaft sowie auf die Aufgabe von bäuerlichen Kleinbetrieben und den daraus resultierenden Verlust von Arbeitsplätzen zurückzuführen (Landflucht).

## Wirtschaft
Die Gemeinde Mamolar war und ist nahezu ausschließlich land- und forstwirtschaftlich geprägt. Früher stellte man Ochsenkarren her, die von den Fuhrleuten und fahrenden Händlern auf ihren Reisen oft dringend benötigt wurden (siehe auch: Cabaña Real de Carreteros). Der Ort bot darüber hinaus die notwendigen regionalen Dienstleistungen in den Bereichen Handwerk und Handel.

## Geschichte
Obwohl die Lage des Ortes am Schnittpunkt zweier alter Handels- und Pilgerwege durchaus bedeutsam war, ist über die Geschichte des Ortes nur wenig bekannt.

## Sehenswürdigkeiten
Die Iglesia Santa Centola ist ein einfacher ländlicher Bau mit einem Renaissanceportal aus dem 16./17. Jahrhundert. Während der Baukörper aus Bruchsteinen besteht sind die Ecksteine exakt behauen.